# 牧口常三郎
牧口常三郎（1871年7月23日—1944年11月18日）是日本教育家、宗教人物。出生於新潟縣。創價學會的初代會長。1943年，值二戰軍國主義時期，他与戶田城聖等人一起被逮捕，當局指控他們违反了1941年修订的治安维持法。1944年11月18日，牧口常三郎因营养不良死于狱中，此後的每年11月18日為創價學會的「殉教日」。1993年10月，開辦以紀念牧口為主的「創價學會東京牧口紀念會館」建築。

## 外部連結
- https://www.sokagakkai.jp/philosophy/founding-presidents/makiguchi.html （页面存档备份，存于） - 創價學會